# 嵐電天神川站

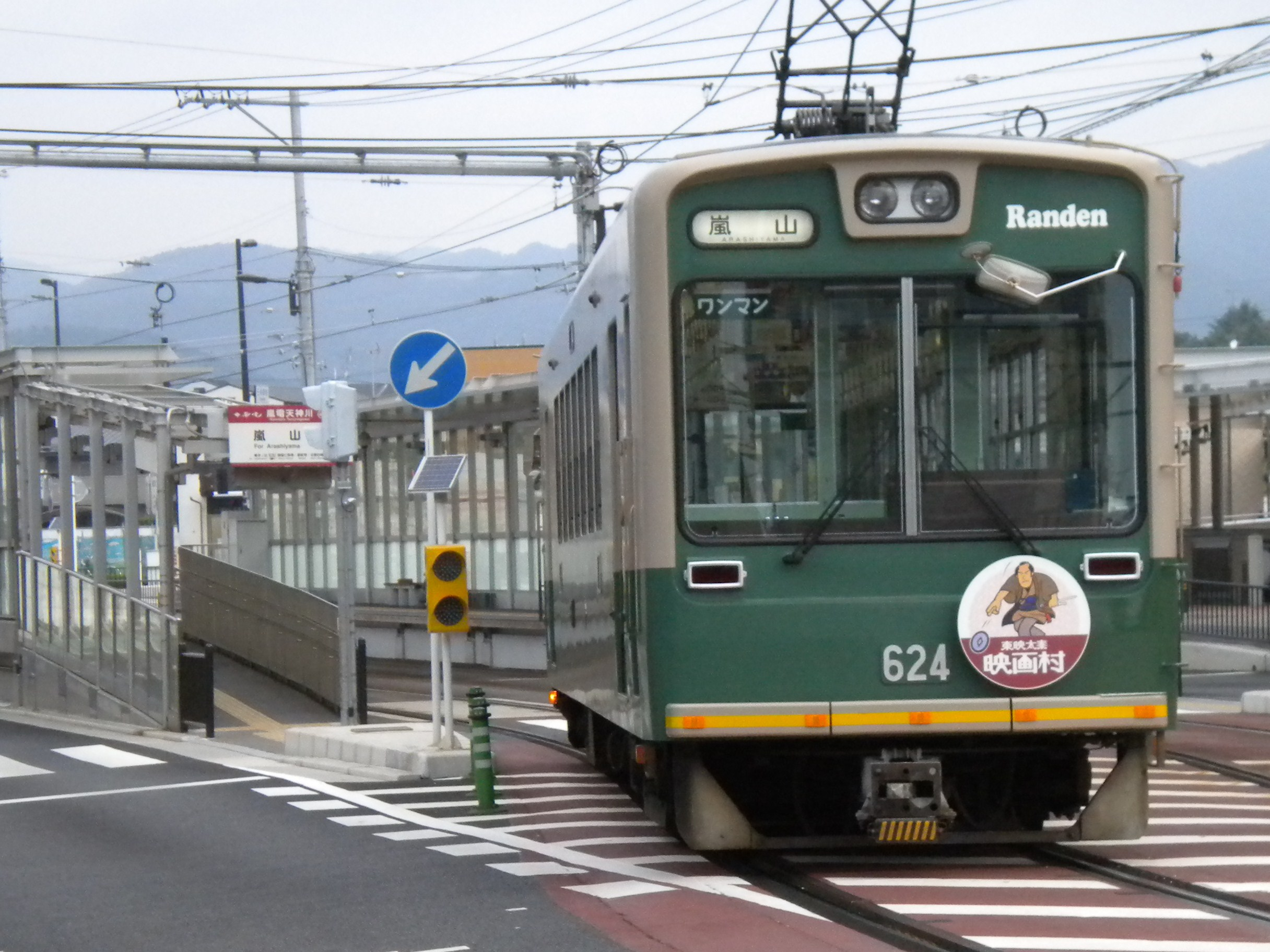
準備進入嵐電天神川站，往嵐山方向的電車

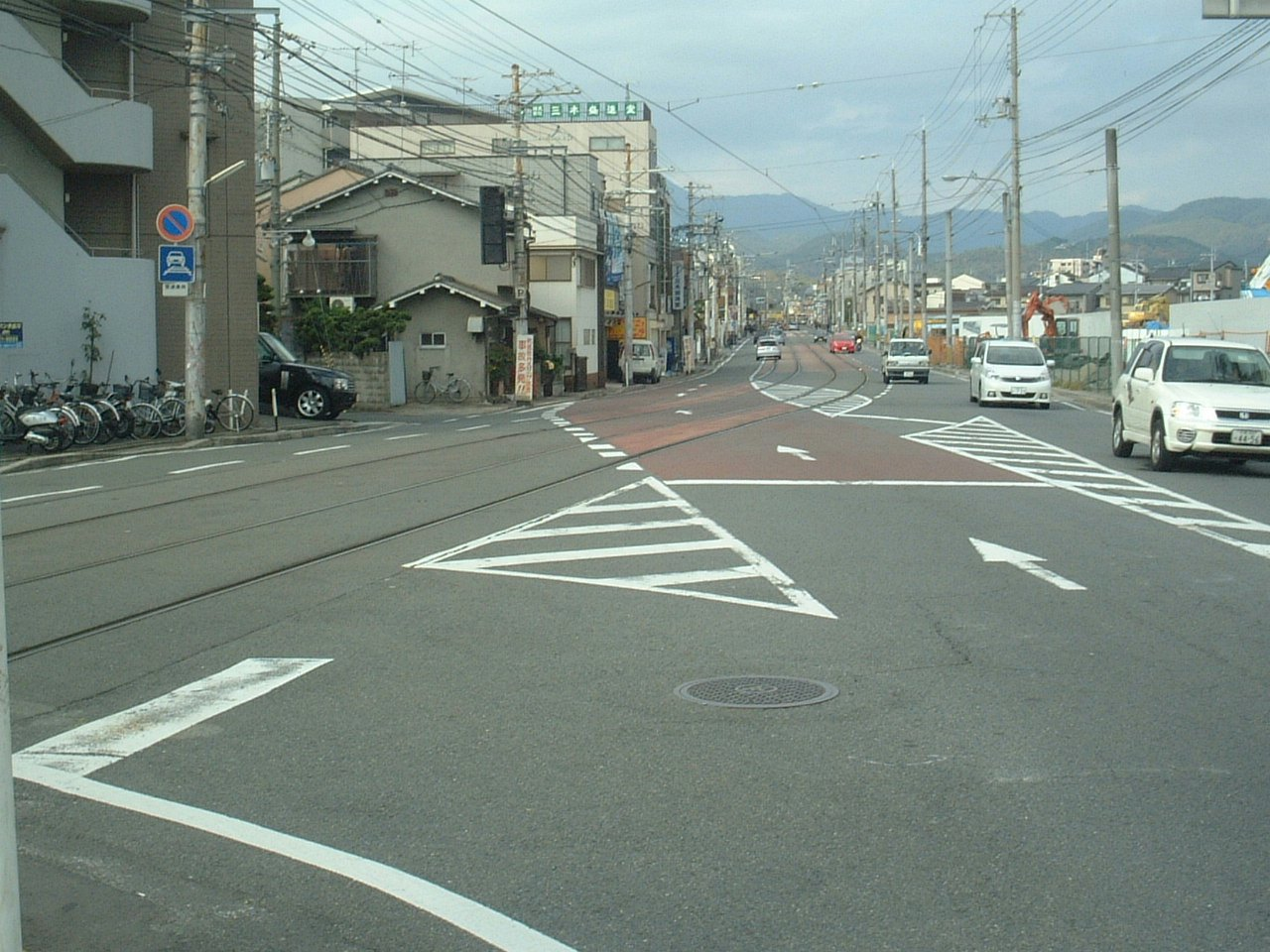
設置本站以前的風景(2006年11月26日)。

嵐電天神川站（日语：／ Randen-Tenjingawa eki */?）位於京都府京都市右京區太秦下刑部町，是京福電氣鐵道嵐山本線的停留場。車站編號為A5。

## 歷史
2008年1月16日，京都市營地下鐵東西線的二條－太秦天神川間延伸。為了在蠶之社－山之內間能夠與太秦天神川站轉乘而設置本站。本站在同年的3月28日開業。在本站開業前，由蠶之社站扮演轉乘站的角色。本站的設置大幅提升東西線、京津線、石山坂本線沿線的乘客前往嵐山、嵯峨野的方便性。

### 年表
- 2008年（平成20年）3月28日－開業[1]

## 車站構造
側式月台（停留場）2面2線的地面車站。設有附有屋頂的月台。月台上設有長椅。

### 月台配置
| 月台 | 路線     | 方向 | 目的地            |
| ---- | -------- | ---- | ----------------- |
| 1    | 嵐山本線 | 下行 | 往 帷子之辻、嵐山 |
| 2    | 嵐山本線 | 上行 | 往 西院、四條大宮 |

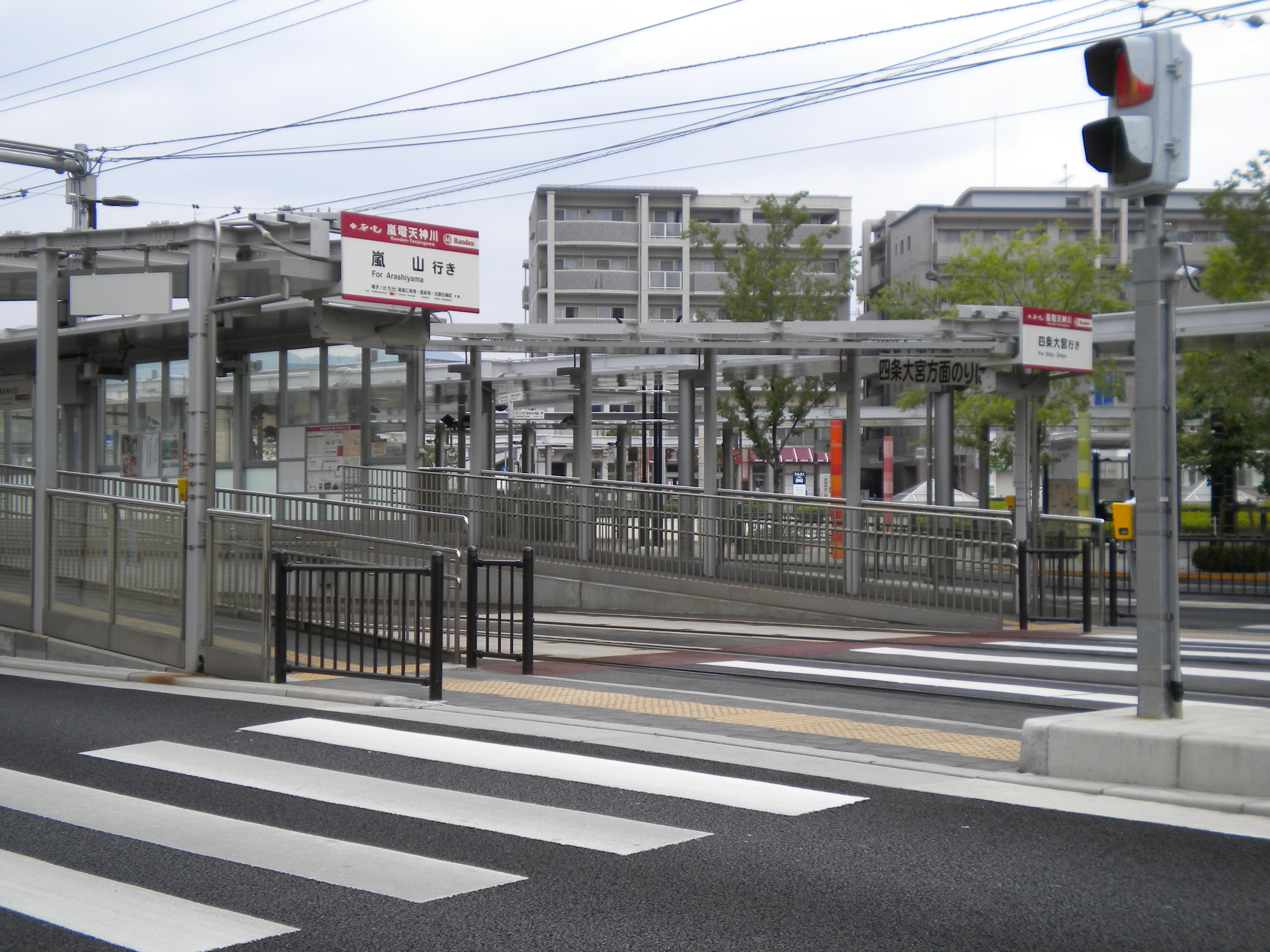
月台東側的紅綠燈與斑馬線
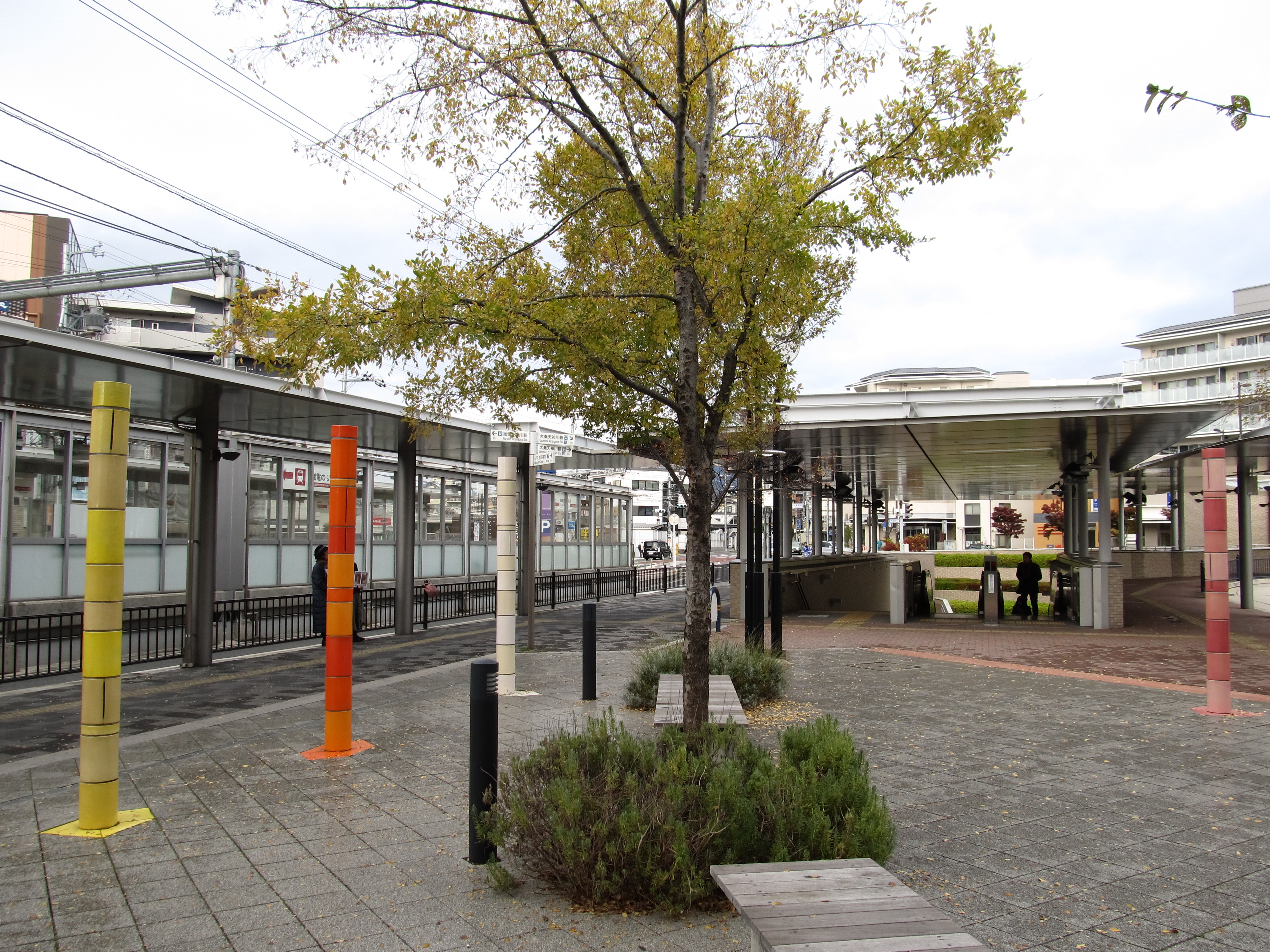
嵐電天神川站（左側）與市營地下鐵東西線太秦天神川站3號出入口（右側內）

## 車站周邊
- 太秦天神川站（京都市營地下鐵東西線）
- SANSA右京（右京區綜合廳舍・京都市交通局）
- 大日本印刷太秦工廠

## 相鄰車站
京福電氣鐵道
 嵐山本線
山之內（A4）－嵐電天神川（A5）－蠶之社（A6）

## 外部連結
- 嵐電天神川站 （页面存档备份，存于） - 京福電氣鐵道